# 竇懷貞
竇懷貞（7世纪—713年7月29日），字从一。唐代京兆始平（今陕西省兴平市东南）人。官至尚書右僕射，因與太平公主結黨，唐玄宗發動先天政變時，懷貞自殺。子窦鼎。

## 簡介
窦怀贞出身唐朝外戚，高祖父窦毅，太穆皇后（唐高祖之妻，唐太宗之母）的父亲；父亲竇德玄官至宰相。
少年時即有名望，早年擔任清河令。唐中宗神龙年間（705年—707年），擔任左御史大夫。依附韋皇后，续娶韋后乳母王氏，自稱「皇后阿㸙」（“㸙”，音同“遮”），王氏封莒国夫人。韦皇后垮台後，遂杀妻王氏，向推翻韦后的临淄郡王李隆基獻首級以求自保，被贬為濠州司马，再迁益州长史。又与太平公主结为朋党。與魏知古、崔湜、陆象先、徐坚等撰《姓族系录》二百卷。
先天二年（713年）七月三日，與太平公主“谋废太子”，唐玄宗發動先天政變，誅殺太平公主黨羽，怀贞畏罪自盡。唐玄宗下令戮其屍，改其姓為“毒氏”。
窦怀贞生前待族人甚厚，常把薪俸分给他们，因此死后被抄家时，发现家无余财。